# Síťová architektura
Síťová architektura je návrh komunikační sítě. Jedná se o strukturu, která má na starost řízení komunikace v systémech a jejich výměnu dat.

## Historie
Počátek síťové architektury se datuje již od vzniku prvních sítí. Jednalo se však o řešení, které probíhalo v jedné konkrétní firmě, tzv. proprietárně. Vznikly tak architektury jako SNA firmy IBM nebo DECnet společnosti Digital Equipment Corporation. Nicméně toto řešení nebylo nijak populární a tak se uvažovalo o něčem ne-proprietárním, tedy vytvořit otevřenou síťovou architekturu. Postupem času vznikly hlavní dvě koncepce.

## Model ISO/OSI

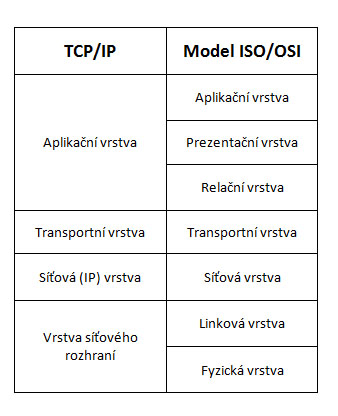
Porovnání TCP/IP a modelu ISO/OSI

Jako první se vytvoření otevřené struktury ujala organizace International Organization for Standardization (ISO). Původní plán byl vytvořit kompletní architekturu otevřených systémů (zvaná též OSA, původem v anglickém Open Systems Architecture). Projekt se však ukázal jako složitější a tak organizace byla nucena vytvořit "pouhý" referenční model. Vznikl tak finální název "Open Systems Interconnection", zkratkou OSI. Výsledkem tedy byl referenční model ISO/OSI, který pracuje se sedmi vrstvami. Každá vrstva komunikuje pouze s partnerskou vrstvou jiného uzlu a s vrstvou buď nižší nebo vyšší. Nižší vrstva poskytuje svoje služby vyšší vrstvě a vyšší vrstva využívá služeb nižší vrstvy.
Protože model ISO/OSI byl v konečné fázi redukován i o protokoly, vytratila se z něho praktická použitelnost. Měl však být využit v členských státech, které by postupně model zaváděly do praxe. I přes některé snahy nebylo možné tuto snahu realizovat z důsledku malého počtu výrobků na trhu, které by tento model podporovaly.

## TCP/IP
Rodina protokolů TCP/IP vznikla v sedmdesátých letech. Vytvořilo ji Ministerstvo obrany USA původně pro vojenské účely pod názvem ARPANET, který se později dostal i na americké univerzity. Zde však již nevyhovovaly stávající protokoly, především protokol NCP, a 1. ledna 1983 definitivně rodící se Internet přestal používat NCP a začal využívat koncepci TCP/IP. Architektura TCP/IP využívá pouze čtyř vrstev. Z těchto čtyř vrstev však protokoly TCP/IP "obsazují" jen tři nejvyšší. U nejnižší vrstvy (vrstvy síťového rozhraní) se počítá s tím, že zde budou využity takové přenosové mechanismy, jaké jsou k dispozici, a které "pochází odjinud" (tj. nejsou součástí TCP/IP). Může jít třeba o Ethernet, o Wi-Fi, o technologie ATM či Frame Relay, nebo o xDSL (ADSL) atd.

## Odlišnosti architektur
Mezitím co se referenční model ISO/OSI prosazoval do praxe, předstihla ho rodina protokolů TCP/IP. ISO/OSI model byl totiž původně navržen jako systém, který bude poskytovat spojované a spolehlivé služby. Snažil se tedy zajistit spolehlivost přenosu až do komunikační podsítě (včetně) a která v důsledku toho musela být poměrně složitá, zatímco k ní připojované hostitelské počítače měly mít relativně jednoduchou úlohu. Později se však ukázalo, že tímto řešením se zaměstnávají všechny vrstvy modelu.
Na druhou stranu TCP/IP vycházela z předpokladu, že zajištění spolehlivosti je problémem koncových účastníků komunikace, a mělo by tedy být řešeno až na úrovni transportní vrstvy. Nebylo tak třeba řešit spolehlivost, resp. potvrzování a zpětné čekání na odpovědi, a ušetřený čas se mohl využít pro vlastní přenos. Díky tomuto není však protokol TCP/IP tolik spolehlivý jako jeho "rival" ISO/OSI, nicméně poskytuje jednoduchou a rychlou komunikační síť, ke které se připojují hostitelské počítače.